# Highly Refined Pirates
Highly Refined Pirates es el álbum debut de Minus the Bear, lanzado el 12 de noviembre de 2002 por Suicide Squeeze Records.

## Lista de canciones
| N.º | Título                                          | Duración |  |
| 1.  | «Thanks for the Killer Game of Crisco® Twister» | 3:35     |  |
| 2.  | «Monkey!!! Knife!!! Fight!!!»                   | 3:32     |  |
| 3.  | «Absinthe Party at the Fly Honey Warehouse»     | 5:23     |  |
| 4.  | «Hey, Wanna Throw Up?»                          | 0:34     |  |
| 5.  | «Get Me Naked 2: Electric Boogaloo»             | 4:09     |  |
| 6.  | «We Are Not a Football Team»                    | 3:02     |  |
| 7.  | «You Kill Bugs Good, Man»                       | 1:10     |  |
| 8.  | «Spritz!!! Spritz!!!»                           | 3:03     |  |
| 9.  | «Women We Haven't Met Yet»                      | 4:04     |  |
| 10. | «Damn Bugs Whacked Him, Johnny»                 | 0:47     |  |
| 11. | «I Lost All My Money at the Cock Fights»        | 4:54     |  |
| 12. | «Andy Wolff»                                    | 2:08     |  |
| 13. | «Let's Play Guitar in a Five Guitar Band»       | 5:11     |  |
| 14. | «Booyah Achieved»                               | 0:50     |  |

Pistas extras, edición Reino Unido

| UK edition bonus tracks |                                                        |          |  |
| N.º                     | Título                                                 | Duración |  |
| 15.                     | «You're Some Sort of Big, Fat, Smart-Bug, Aren't You?» | 1:08     |  |
| 16.                     | «Drop It Like It's Hot»                                | 2:41     |  |

## Datos adicionales
Algunos títulos de las canciones son citas de la película Starship Troopers.